# Zbožňovaný
Zbožňovaný je česká filmová komedie režiséra a scenáristy Petra Kolečka. Film se původně měl jmenovat Božský děda. Kolečko se podle svých slov pro režii rozhodl také proto, že příběh filmu je z velké části skutečným příběhem jeho rodiny. Hlavní role ztvárnili Jiří Bartoška, Zuzana Kronerová, Ivana Chýlková, Petra Hřebíčková a Jiří Langmajer. Natáčení filmu probíhalo v srpnu a září 2020. Film se podařilo dotočit těsně před vyhlášením bezpečnostních opatření vlády (v rámci ochrany proti šíření covidu-19). Film vznikal v produkci MOJOFilm s.r.o a koproducentem je Česká televize. Premiéra v Česku proběhla dne 23. září 2021, film do kin distribuovala společnost Bioscop.

## Děj
Film pojednává o uznávaném a oblíbeném pediatrovi Zdeňkovi, který jde do důchodu a těší se na odpočinek. Místo toho ale musí řešit svízelnou situaci, už téměř čtyřicet let totiž udržuje tajný milenecký poměr s ortopedkou Danou. Dana čeká, že v důchodu na ni bude mít Zdeněk víc času, ten ale poměr musí před nic netušící rodinou utajit.

## Obsazení
| Jiří Bartoška    | MUDr. Zdeněk Koudelka              |
| Zuzana Kronerová | Olga Koudelková, Zdeňkova manželka |
| Ivana Chýlková   | ortopedka Dana                     |
| Petra Hřebíčková | Zuzana, dcera Zdeňka a Olgy        |
| Jiří Langmajer   | Karel, exmanžel Zuzany             |
| Martina Czyžová  | Aneta, vnučka Zdeňka a Olgy        |
| Štěpán Kozub     | Richard, přítel Zuzany             |
| Taťjana Medvecká | Helena, kamarádka Olgy             |
| Kryštof Michal   | farář Jindřich                     |
| Lukáš Melník     | primář MUDr. Roman Divecký         |
| Zdeněk Godla     | automechanik Morávek               |

## Recenze
- Mirka Spáčilová, IDNES.cz, 23. září 2021, [7]
- Věra Míšková, Právo, 23. září 2021, [8]
- Jakub Peloušek, EuroZprávy, 23. září 2021, [9]
- Tomáš Fiala, Informuji.cz, 24. září 2021, [10]